# Егио
Егио (на гръцки: Αίγιο) е град в Гърция. Населението му е 20 422 жители (по данни от 2011 г.). Намира се в часова зона UTC+2. Пощенският му код е 251 00, телефонния 2691, а МПС кода е ΑΧ.
Егио е вторият по големина град в Ахая след Патра. От славянското заселване на Балканите до създаването на независимо Кралство Гърция името на града е Вощица/Востица (Βοστίτσα). По време на франкократията е образувано Баронство Вощица. 
Във Вощица се провежда от 26-ти до 30-ти януари 1821 г. историческото събрание във Вощица, на което местната завера на Филики Етерия решава да се обяви гръцкото освободително въстание. За събирането е уведомен войводата на Вощица, на когото му е съобщено, че събранието ще урежда имотните спорове между два манастира.

## Личности
Родени в Егио
- Агатоник Фатурос (р. 1937), гръцки духовник